# Гузаиров, Камиль Сабирович
Камиль Сабирович Гузаиров (тат. Гөзәеров; 27 июня 1927, Балтаси, Татарская АССР — 3 марта 2005, Казань) — советский работник промышленности, Герой Социалистического Труда.

## Биография
Родился 27 июня 1927 года в селе Балтаси (ныне — Балтасинского района Татарстана).
Окончил шесть классов сельской школы. Свой трудовой путь начал в трудные годы Великой Отечественной войны, закончив ремесленное училище при Казанском оптико-механическом заводе (КОМЗ) и получил квалификацию слесаря по сборке приборов. Придя на завод 25 ноября 1941 года, он уволился с него 23 июня 1998 года.
Без отрыва от производства Камиль Гузаиров получил среднее образование, потом закончил трехгодичные курсы мастеров по холодной обработке металлов при Казанском авиационном институте. Наряду с производственной занимался общественной деятельностью — избирался депутатом Верховного Совета Татарской АССР в 1963—1967 и 1971—1975 годах, много лет являлся наставником молодежи.
Выйдя на заслуженный отдых, Гузаиров участвовал в ветеранском движении, принимал участие в становлении клуба «Ветеран» при Музее Трудовой и боевой славы КОМЗ в 1982 году.
Умер в Казани 3 января 2005 года.

## Награды
- В 1971 году К. С. Гузаирову было присвоено звание Героя Социалистического Труда с вручением ордена Ленина.
- Также награждён орденом Трудового Красного Знамени, многими медалями и почетными грамотами, навечно занесен в Книгу боевой и трудовой славы ОАО «Казанский оптико-механический завод».